# Ксеноновый наркоз
Ксено́новый наркоз — вид ингаляционного средства для наркоза, при котором используется инертный газ ксенон. Ксеноновый наркоз практически не оказывает на организм человека токсического или побочного действия, но является дорогостоящим видом наркоза, для которого необходимы специальные наркозные аппараты.

## История
В конце XX века российские учёные создали метод применения ксенона в качестве средства для общего обезболивания. Первые диссертации о технике ксенонового наркоза появились в России в 1993 году. В 1999 году приказом Министерства Здравоохранения РФ № 363 ксенон был разрешён к медицинскому применению в качестве средства для ингаляционной общей анестезии.

### Применение в качестве наркоза
Ксеноновая анестезия производится смесью кислорода с ксеноном. Для достижения анестезирующего действия необходимо поддержание концентрации ксенона в смеси на уровне 70 %, при этом содержание кислорода в смеси не должно опускаться ниже 21 %. При падении концентрации ксенона ниже 50 % происходит быстрое (в течение 2—3 минут) пробуждение пациента. А при падении концентрации кислорода ниже 21 % развивается асфиксия. 
В связи с высокой стоимостью ксенона в аппаратуре для наркоза применяется технология рециклинга выдыхаемого газа, которая может иметь несколько реализаций:
- Закрытый контур[3][неавторитетный источник], в котором происходит многократное использование выдыхаемого ксенона. Эта технология экономична, но имеет существенные недостатки:
  - В процессе дыхания выделяются: азот, метан, этанол, ацетон и другие продукты метаболизма. При длительных операциях в контуре увеличивается концентрация продуктов метаболизма и они начинают вытеснять рабочие газы, кроме того, сами продукты метаболизма вредны для пациента.
  - В случае необходимости резкого изменения параметров наркоза закрытый контур может являться препятствием.
- Низкопоточная анестезия с адсорбцией выдыхаемого ксенона. В отличие от закрытого контура анестезиолог может в реальном времени регулировать концентрацию кислорода и ксенона в подаваемой смеси и оперативно реагировать на изменения в ходе операции. Пациент дышит чистой газовой смесью, не загрязнённой продуктами метаболизма. Эта технология не лишена недостатков: необходим большой запас ксенона для применения его поточным методом. Необходимо доставлять адсорберы на десорбцию[источник не указан 725 дней].

### Терапевтическое применение
- Снятия острых абстинентных состояний
- Лечения наркомании
- Лечения психических и соматических расстройств.